# Wepener
Wepener est une ville de la province de l'État-Libre, en Afrique du Sud, proche de la frontière avec le Lesotho.

## Histoire
La ville est nommée d'après Louw Wepener, dirigeant des forces Boers durant les guerres contre le roi Moshoeshoe Ier en 1865. Louw Wepener est tué le 15 août 1865 lors de l'assaut du bastion du roi Moshoeshoe à Thaba Bosiu. Une école porte également son nom.
La ville est fondée en 1867 sur les bords de la Jammersbergspruit, un affluent de la rivière Caledon. Le Jammerberg (« montagne du chagrin ») surplombe le village. 
Wepener est le plus méridional des peuplements établis par les habitants de l'État libre d'Orange dans ce qu'ils appellent les « territoires conquis ». Ces implantations sont créées pour éviter que les Shoto se réinstallent à la suite du conflit de 1865. Une paroisse de l'Église réformée néerlandaise est établie en 1870 et le lieu est doté de sa première administration municipale en 1875. La très belle église en grès est dessinée par un architecte gallois et le bâtiment reflète cet héritage, car les plumes du prince de Galles ornent le clocher.
Durant la seconde guerre des Boers, une garnison britannico-sud-africaine de deux mille hommes, sous les ordres du colonel E. H. Dalgety, est assiégée par des kommandos boers dirigés par Christiaan de Wet à Jammers drift, au bord de la rivière Caledon. Le siège dure dix-sept jours, jusqu'à l'arrivée de renforts le 25 avril 1900 qui permettent la victoire britannique.
Le district de Wepener est le théâtre de nombreuses batailles, raids et escarmouches durant le xixe siècle. De nombreuses tombes, dont beaucoup sont dépourvues de nom, sont toujours visibles, rappelant les évènements survenus dans la vallée de la Jammerbergspruit durant cette période troublée.

## Époque contemporaine

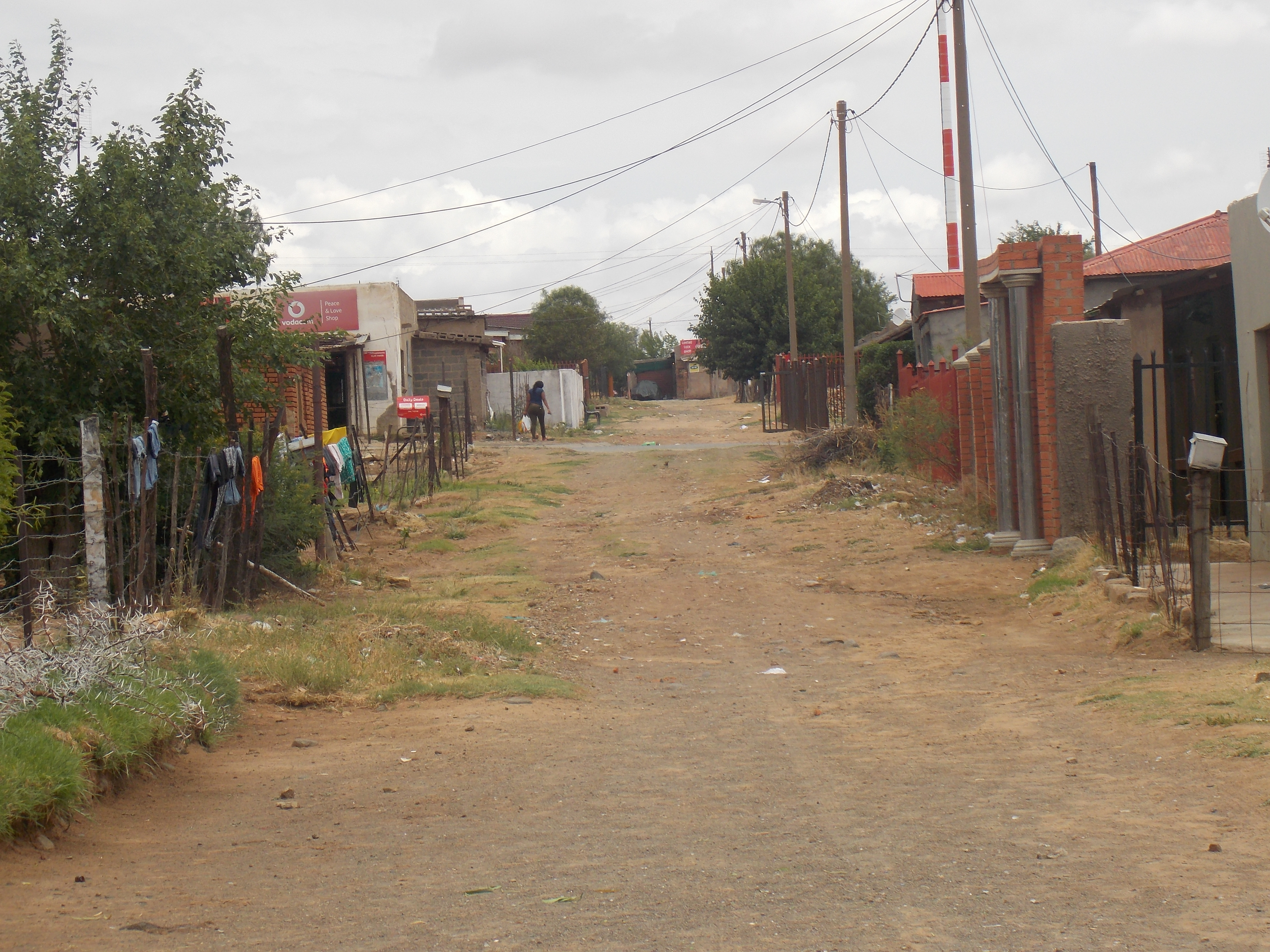
Rue du township de Wepener.

La ville est de nos jours le centre des activités commerciales pour le district de 1 725 km2 où se pratique une agriculture diversifiée, élevage de bovins et d'ovins, élevage laitier et culture du maïs et du blé.
Il y a deux hôtels dans la ville, dont l'un, le Lord Fraser's Guest House, fut la résidence de Ian Fraser of Lonsdale, célèbre homme d'affaires et homme politique britannique. La ville est dotée des équipements classiques d'une bourgade tels que des magasins, des cabinets médicaux, un poste de police et une cour de justice locale.